# Chiesa di San Michele Arcangelo (Carpineto Sinello)
La chiesa di San Michele Arcangelo è sita nel comune italiano di Carpineto Sinello, in provincia di Chieti.
La chiesa è sita presso il Castello Ducale in Via Salita Castello.

## Storia
La chiesa risale al XIV secolo con trasformazioni durante il XVIII secolo, tuttavia le prime notizie risalgono nel 1324 per via di alcune decime, le decorazioni interne risalgono al 1728 come prova un'iscrizione posta sullo stipite del portale. I restauri sono stati realizzati secondo le mode dell'epoca ricoprendo le murature interne originali. Il campanile è stato ricostruito nel 1838 dall'ingegnere Carlo Luigi Dau, mentre le pavimentazioni sono realizzate nel 1853 da Luigi Felice.

## Descrizione
La chiesa è collegata al castello baronale. Ha impianto rettangolare.
La facciata consta di un portale gotico, in pietra scolpita posto in assetto rialzato rispetto al livello strada. Il portale ha un coronamento a timpano. Un finestrone rettangolare è posto sopra il timpano. Inoltre il portale consta di architrave, lunetta ed arco a tutto sesto.
La torre campanaria con finestre bifore è posta lateralmente.
L'interno a navata unica ha volta a botte con lunette divisa da tre campate. Una cupola è sita nell'incrocio della navata con il transetto. La navata consta di due coppie di altari. Un altro altare è posto a destra del transetto. Dalla cantoria è stato tolto l'organo nel dopoguerra. Nel presbiterio si possono ammirare alcune decorazioni murarie.
Le opere esposte sono una statua di San Michele che sconfigge il Diavolo, di ambito locale, una statua del Sacro Cuore e una di Sant'Antonio. L'altare maggiore ha un quadro ottocentesco che rappresenta la Crocifissione. La cupola ha gli spicchi angolari con dipinti dei 4 Evangelisti, dei fratelli Bravo di Atessa.